# Théorème de Chlodovsky
Le théorème de Chlodovsky, démontré en 1925 par M. I. Chlodovsky, est un théorème qui montre sous certaines conditions qu'une fonction continue est la limite uniforme de fonctions polynomiales à coefficients entiers. C'est un raffinement du théorème de Stone-Weierstrass.

## Énoncé
Soit {\displaystyle f\colon I\to \mathbb {R} } une fonction continue définie sur un segment {\displaystyle I=[a,b]} ne contenant pas d'entiers. Alors il existe une suite {\displaystyle (P_{n})_{n\in \mathbb {N} }} de polynômes à coefficients entiers convergeant uniformément vers {\displaystyle f} sur {\displaystyle I}.

## Idée de la démonstration
Ramenons-nous au cas où {\displaystyle [a,b]\subseteq {}]0,1[}. La première étape de la preuve consiste à montrer modestement que la fonction constante {\displaystyle x\in {}[a,b]\mapsto 1/2} est limite uniforme de polynômes à coefficients entiers. On peut même expliciter cette suite {\displaystyle (P_{n})_{n\in \mathbb {N} }} de polynômes par :
Dans un deuxième temps, on élargit ce résultat à toutes les fonctions constantes : en effet, les applications continues de {\displaystyle [a,b]} dans {\displaystyle \mathbb {R} } muni de la norme uniforme forment une algèbre sur {\displaystyle \mathbb {R} } que l'on note {\displaystyle {\mathcal {C}}}. L'ensemble des limites uniformes de polynômes à coefficients entiers {\displaystyle {\overline {\mathbb {Z} [X]}}} est un fermé contenant toutes les fonctions constantes vers un nombre dyadique.
Mais les nombres dyadiques sont denses dans {\displaystyle \mathbb {R} }, donc {\displaystyle {\overline {\mathbb {Z} [X]}}} contient toutes les fonctions constantes. Mais c'est aussi une algèbre qui contient {\displaystyle X} et {\displaystyle \mathbb {R} }, elle contient donc {\displaystyle \mathbb {R} [X]}, et par fermeture {\displaystyle {\overline {\mathbb {R} [X]}}}. Or le théorème de Stone-Weierstrass nous assure que {\displaystyle {\overline {\mathbb {R} [X]}}={\mathcal {C}}}.